# Colin Hay (politologo)
Colin Hay (9 novembre 1968) è professore di scienze politiche e di analisi delle politiche pubbliche presso Sciences Po Paris (Istituto di Studi Politici di Parigi) e all'Università di Sheffield.
Ha studiato Scienze Politiche e Sociali al Clare College, all'Università di Cambridge, prima di conseguire il suo dottorato di ricerca sotto la supervisione di Bob Jessop presso il Dipartimento di Sociologia all'università di Lancaster. Dal 2002 al 2005, ha diretto il Dipartimento di Scienze Politiche e Studi Internazionali dell'Università di Birmingham. Si è trasferito a Parigi nel 2013.